# 春田XDM半自動手槍
春田XDM（XDM，全稱：X-treme Duty-More；「M」同時亦指比賽等級槍管和比賽等級扳機）是一系列由克罗地亚槍械製造商HS Produkt公司（前稱：I.M.金屬工廠，目前亦生產VHS突擊步槍）研製的聚合物底把和擊鐵發射的半自動手槍。它們與它們的前輩，HS2000半自動手槍（即是在美國最廣為人知的春田XD）極為相似，同樣由克罗地亚卡爾洛瓦茨的HS Produkt公司設計和生產。而該槍的稱呼，春田XDM半自動手槍就是HS Produkt公司授權春田公司生產以後，春田公司在美国商業市場上出售的名稱。

## 歷史
首先在2009年的SHOT Show（美國著名槍展）之中，春田公司推出了9×19毫米和.40 S&W口徑的XDM 4.5。克羅地亞HS2000在美國以春田XD推出市面以後，大部份的市場銷售情況優良，在一個龐大的美國市場上有巨大的銷售記錄和收到各種關於春田XD的意見。因此，HS Produkt公司
春田公司運用其研製的技術（主要是在生產其仿製的M1911手槍及其衍生型的時候研製的），大幅改進春田XD並且變成現在的春田XDM。後來，XDM系列手槍於2009年推出後再次奪得年度最佳手槍。
其後，在2010年的SHOT Show之中，春田公司推出了9×19毫米和.40 S&W口徑的XDM 3.8；在2011年的SHOT Show之中，又推出了9×19毫米口徑的XDM 3.8緊湊型，與其他緊湊型、袖珍型手槍一樣可以兼容標準型的長彈匣；在2011年6月27日，在官方網站推出了9×19毫米口徑的XDM 5.25競賽型；2011年9月9日，再推出了.45 ACP口徑的XDM 5.25競賽型；2011年9月26日，再推出了.40 S&W口徑的XDM 5.25競賽型；2011年9月26日，再推出了.40 S&W口徑的XDM 5.25競賽型；2011年11月7日，再推出了.45 ACP口徑的XDM 3.8緊湊型。
數年以後的2018年10月，春田公司推出了10毫米Auto口徑的XDM 4.5和XDM 5.25競賽型。
2020年1月，春田公司推出了各槍管長度的9×19毫米口徑的精英型（Elite）。該型號圍繞著新型的比賽增強型扳機組件（Match Enhanced Trigger Assembly）所建構而成，以發揮擊鐵擊發槍械的極致性能。除此以外的進一步增強還包括雙手靈巧的套筒阻、改進型套筒鋸齒狀防滑紋、可拆卸式彈匣插槽（標準與短插槽）、延長彈匣（22+1發）。其中5.25英吋槍管型又稱精英精密型（Elite Precision）。同年9月，又推出了同口徑精英型的3.8緊湊型。

## 設計細節

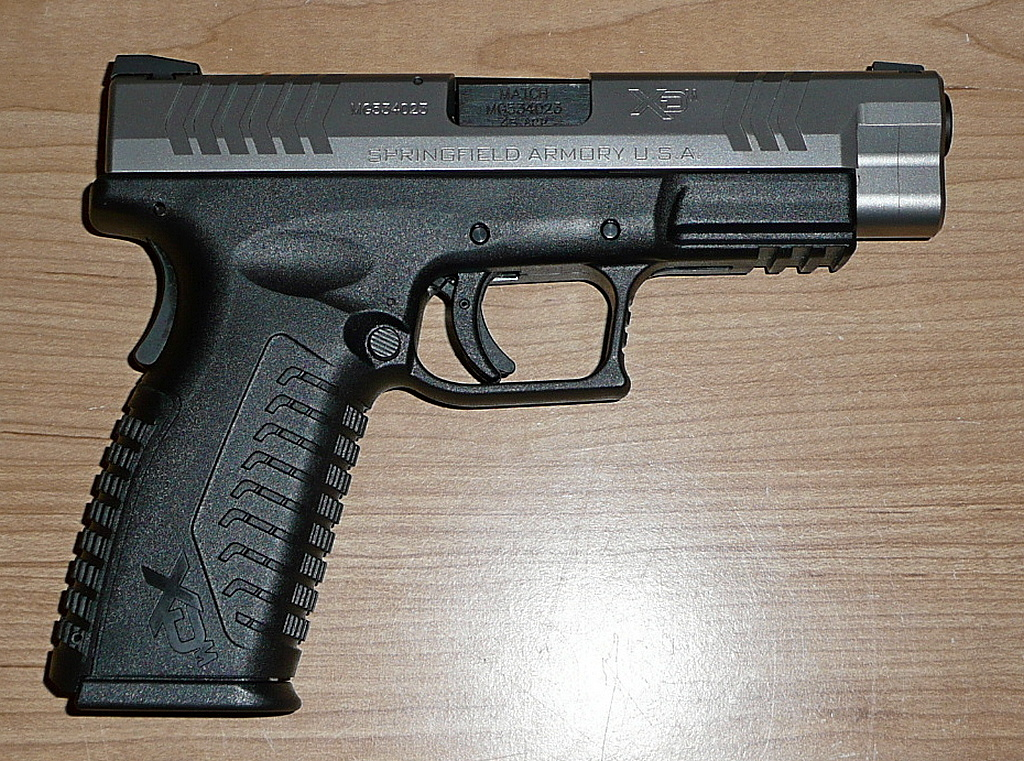
春田XD-M .45 ACP手槍

春田XDM是一把聚合物底把、钢製嵌件並具有配件安裝導軌的短後座行程作用和擊鐵發射式半自動手槍。春田XDM最初只有9×19毫米和.40 S&W口徑型，後來再推出.45 ACP與10毫米Auto口徑型。春田XDM不但改善了春田XD的缺點，而且從將其外表重新設計到加大其槍身，以達到更符合潮流的型象。其外表除了比原來的XD手槍更為美觀，尤其是“全地形”前半凹陷內加線條及大小格子握把表面圖案，在握把上的每個輪廓的角度和深度亦已經過充分計算令垂直、水平和扭轉的控制最大化。主要緊抓套筒鋸齒已經進行了修改，具有更深、更長的「之」字型紋路，一個更好、更具敏感性的緊抓點。所有XDM手槍具有握把和扳機保險機構，槍身頂部、槍管後方的上膛指示器以及比賽等級槍管。
在用以安裝戰術燈、雷射瞄準器和其他戰術配件的附件安裝導軌上的橫向凹槽再增加至三條，缺口式照門和片狀準星都改為夜間用瞄準具，握把亦得到改進，將其略為縮小、表面的紋理由粗糙表面改為前半凹陷內加線條及大小格子表面以及將握把頂端的凹槽向扳機護環方向延長為溝槽。除此以外，握把亦由過往不能更換設計改為可以換裝3種大小格子表面的可更換式後方握把片的模塊化設計，有小型、中型和大型這3種尺寸。
XDM使用了單復進簧式設計。它們採用一種聚合物底把加上钢片鑲塊，戰術燈安裝導軌和防止有人意圖扣下的情況外發射的扳機保險。當看到擊鐵尾突出和裝上了拋光的不鏽鋼和聚合物底座製造的雙排式彈匣的話，白色的擊鐵指示器從套筒的後方彈出，並且警告使用者要注意手槍在待擊狀態。當使用者將一發子彈在膛室內，上膛指示器從套筒的上方、拋殼口的後方彈出，使用者可以看到或摸到以注意安全。手槍在扳機護環後部的兩邊都裝有可以靈巧地使用的彈匣釋放按鈕。手槍的分解方式就是轉動底把左側的槓桿向上，使套筒向底把前方方向拆出。這與西格&紹爾製造的P220手槍系列一樣，採取的是完全一樣的分解機構。
春田XDM有點不尋常的地方就是位於握把背後的握把式保險，必需按壓才可發射，可以大大減低走火的機會。這種保險功能目前只會裝在一些舊式的手槍，例如M1911手槍及其衍生型，但很少會有現代手槍使用這種保險。春田XDM的握把式保險和可更換式握把背板都是春田XDM最顯著的特點。其他功能還包括一條十分有效的復進簧導桿，它亦是一個不明顯的裝置。復進簧導桿的頂頭裝置就在槍管的下方並突出了少許，並保持套筒在直接抵著一個目標時仍能回到閉膛狀態，例如在自衛的情況下零距離抵著敵人的胸部。這可以防止套筒在直接抵著目標時被向後推，因為該裝置代替套筒抵著目標的表面，從而增加了此槍能夠正常運作的機會。
春田XDM除了扳機和握把式保險以外，還有第三個安全保險裝置，就是防跌落保險（英語：Drop Safety）。防跌落保險可以防止擊鐵在此槍不慎摔落或受到各種巨大的撞擊以下釋放並且撞擊底火。除非套筒是完全閉膛，否則仍然在開膛狀態以下都會為求安全而防止射擊。
原廠標準兩道火扳機的行程為13毫米（0.51英吋），而扣力可在5.62至7.67磅力（25至35牛頓）之間調節。
春田XDM是由拋光不鏽鋼連聚合物彈匣底座所製造的左右雙排交錯可拆卸式彈匣所供彈。春田XDM 9×19毫米和.40 S&W口徑型的彈匣容量，分別從16、12發增加至19、16發，春田XDM在彈匣容量方面的改進與格洛克手槍相比可說是有過之而無不及。
經過熱處理以後的金屬部分表面會利用一種專利的特尼弗Plus+（Tenifer Plus+）氮化處理過程。這種處理的特點是具有極高的耐磨擦性和耐腐蝕，它會滲入金屬和表面處理部分，甚至在表面以下的一定深度並且變成類似的性質。特尼弗Plus+氮化的處理過程中會產生啞光灰色、無眩光表面和64HRC等級（相比之下，一顆工業鑽石的評級為70 HRC）和1,200—1,300平方毫米每牛頓（N/mm2）的抗拉強度。與HS2000一樣，春田XDM的這種處理使得它特別適合作為個人隱蔽攜帶的手槍（尤其是其袖珍型），而高聚氯乙烯耐處理並可以減少手槍受到汗水的影響。採用類似表面處理的還有瓦爾特PPS、PPQ、PPX手槍。
有別於上一代XD手槍的是，XDM不需要扣動扳機以拆卸全槍，使不完全分解更為安全和更快。

## 使用國
- 奥地利
  - 警察單位：被大量發配並且批准採用。
- - 波黑武裝部隊[12]
- [13]
  - 克羅地亞軍隊
  - 警察單位[14]
- - 多米尼加共和國武裝部隊[12]
- 芬兰
  - 警察單位
- 希腊
  - 警察部門[12]
- 匈牙利
  - 匈牙利國防軍[12]
- 印度尼西亞
  - 印尼國家武裝部隊[12]
- 伊拉克
  - 警察單位[15]
  - 伊拉克特種作戰部隊
- 義大利
  - 義大利民主情報安全局
- 盧森堡
  - 大公國警察
- 马来西亚
  - 马来西亚武装部队[12]
- 馬爾他
  - 警察聯合會
  - 馬耳他武裝部隊[12]
- 荷蘭
  - 警察單位
  - 荷蘭軍隊[12]
- 北馬其頓
  - 北馬其頓共和國武裝部隊[12]
- 挪威
  - 警察單位[12]
- 波蘭
  - 警察單位
  - 波蘭特種部隊[12]
- 羅馬尼亞
  - 警察單位
  - 執法機構[12]
- 斯洛維尼亞
  - 國安管理局[12]
- 斯洛伐克
  - 斯洛伐克國防部[12]
- 西班牙
  - 西班牙國防部[12]
- 泰國
  - 泰國皇家軍隊[12]
- 土耳其
  - 土耳其武裝部隊[12]
- 美国
  - 部份地方警察局[14]

## 衍生型

### 3.8" 9×19毫米緊湊型
| 口徑：           | 9×19毫米                                                  |
| 彈匣：           | 1－13發，緊湊型彈匣，不鏽鋼                               |
|                  | 1－19發，X-Tension™彈匣（USPAT.7191556），不鏽鋼          |
| 槍管：           | 3.8英吋（96.5毫米），钢製，Melonite®，完全支持的上膛坡道  |
| 瞄準具型式：     | 鳩尾槽式，前部和後部（鋼製），三點式準星                  |
| 扳機扣力：       | 5.5－7.7磅力                                              |
| 底把：           | 黑色聚合物                                                |
| 套筒：           | 鍛鋼                                                      |
| 全長：           | 6.75英吋（171.45毫米）                                    |
| 寬度：           | 1.18英吋（29.97毫米）                                     |
| 全高：           | 4.75英吋（120.65毫米），含緊湊型彈匣                      |
|                  | 5.75英吋（146.05毫米），含X-Tension™彈匣（USPAT.7191556） |
| 重量、含空彈匣： | 28盎司（793.79克）                                        |
|                  | 29盎司（822.14克），含X-Tension™彈匣（USPAT.7191556）     |
| 可選顏色：       | 黑色連黑色套筒                                            |
|                  | 黑色連不鏽鋼套筒                                          |

### 3.8" .40 S&W緊湊型
| 口徑：           | .40 S&W                                                   |
| 彈匣：           | 1－11發，緊湊型彈匣，不鏽鋼                               |
|                  | 1－16發，X-Tension™彈匣（USPAT.7191556），不鏽鋼          |
| 槍管：           | 3.8英吋（96.5毫米），钢製，Melonite®，完全支持的上膛坡道  |
| 瞄準具型式：     | 鳩尾槽式，前部和後部（鋼製），三點式準星                  |
| 扳機扣力：       | 5.5－7.7磅力                                              |
| 底把：           | 黑色聚合物                                                |
| 套筒：           | 鍛鋼                                                      |
| 全長：           | 6.75英吋（171.45毫米）                                    |
| 寬度：           | 1.18英吋（29.97毫米）                                     |
| 全高：           | 4.75英吋（120.65毫米），含緊湊型彈匣                      |
|                  | 5.75英吋（146.05毫米），含X-Tension™彈匣（USPAT.7191556） |
| 重量、含空彈匣： | 28盎司（793.79克）                                        |
|                  | 29盎司（822.14克），含X-Tension™彈匣（USPAT.7191556）     |
| 可選顏色：       | 黑色連黑色套筒                                            |
|                  | 黑色連不鏽鋼套筒                                          |

### 3.8" .45 ACP緊湊型
| 口徑：           | .45 ACP                                                     |
| 彈匣：           | 1－9發，緊湊型彈匣，不鏽鋼                                  |
|                  | 1－13發，X-Tension™彈匣（USPAT.7191556），不鏽鋼            |
| 槍管：           | 3.8英吋（96.5毫米），钢製，Melonite®，完全支持的上膛坡道    |
| 瞄準具型式：     | 鳩尾槽式，前部和後部（鋼製），三點式準星                    |
| 扳機扣力：       | 5.5－7.7磅力                                                |
| 底把：           | 黑色聚合物                                                  |
| 套筒：           | 鍛鋼                                                        |
| 全長：           | 7.00英吋（177.8毫米）                                       |
| 寬度：           | 1.26英吋（32毫米）                                          |
| 全高：           | 4.55英吋（115.57毫米），含緊湊型彈匣                        |
|                  | 5.55英吋（140.97毫米），含X-Tension™彈匣（USPAT.7191556）   |
| 重量、含空彈匣： | 27盎司（765.44克）                                          |
|                  | 28盎司（793.79克），含X-Tension™彈匣（USPAT.7191556）與軸套 |
| 可選顏色：       | 黑色連黑色套筒                                              |
|                  | 黑色連不鏽鋼套筒                                            |

### 3.8" 9×19毫米
| 口徑：           | 9×19毫米                                                 |
| 彈匣：           | 2－19發，不鏽鋼                                          |
| 槍管：           | 3.8英吋（96.5毫米），钢製，Melonite®，完全支持的上膛坡道 |
| 瞄準具型式：     | 鳩尾槽式，前部和後部（鋼製），三點式準星                 |
| 扳機扣力：       | 5.5－7.7磅力                                             |
| 底把：           | 黑色聚合物                                               |
| 套筒：           | 鍛鋼                                                     |
| 全長：           | 6.75英吋（171.45毫米）                                   |
| 寬度：           | 1.18英吋（29.97毫米）                                    |
| 全高：           | 5.75英吋（146.05毫米）                                   |
| 重量、含空彈匣： | 29盎司（822.14克）                                       |
| 可選顏色：       | 黑色連黑色套筒                                           |
|                  | 黑色連不鏽鋼套筒                                         |

### 3.8" 9×19毫米精英型
| 口徑：           | 9×19毫米                                                 |
| 彈匣：           | 2－20發，不鏽鋼                                          |
| 槍管：           | 3.8英吋（96.5毫米），钢製，Melonite®，完全支持的上膛坡道 |
| 瞄準具型式：     | 鳩尾槽式，前部和後部（鋼製），三點式準星                 |
| 扳機扣力：       | 5.5－7.7磅力                                             |
| 底把：           | 黑色聚合物                                               |
| 套筒：           | 鍛鋼                                                     |
| 全長：           | 6.75英吋（171.45毫米）                                   |
| 寬度：           | 1.2英吋（30.48毫米）                                     |
| 全高：           | 5.75英吋（146.05毫米）                                   |
| 重量、含空彈匣： | 28盎司（793.79克）                                       |
| 可選顏色：       | 黑色連黑色套筒                                           |
|                  | 黑色連不鏽鋼套筒                                         |

### 3.8". 40 S&W
| 口徑：           | .40 S&W                                                  |
| 彈匣：           | 2－16發，不鏽鋼                                          |
| 槍管：           | 3.8英吋（96.5毫米），钢製，Melonite®，完全支持的上膛坡道 |
| 瞄準具型式：     | 鳩尾槽式，前部和後部（鋼製），三點式準星                 |
| 扳機扣力：       | 5.5－7.7磅力                                             |
| 底把：           | 黑色聚合物                                               |
| 套筒：           | 鍛鋼                                                     |
| 全長：           | 6.75英吋（171.45毫米）                                   |
| 寬度：           | 1.18英吋（29.97毫米）                                    |
| 全高：           | 5.75英吋（146.05毫米）                                   |
| 重量、含空彈匣： | 29盎司（822.14克）                                       |
| 可選顏色：       | 黑色連黑色套筒                                           |
|                  | 黑色連不鏽鋼套筒                                         |

### 4.5" 9×19毫米
| 口徑：           | 9×19毫米                                                  |
| 彈匣：           | 2－19發，不鏽鋼                                           |
| 槍管：           | 4.5英吋（114.3毫米），钢製，Melonite®，完全支持的上膛坡道 |
| 瞄準具型式：     | 鳩尾槽式，前部和後部（鋼製），三點式準星                  |
| 扳機扣力：       | 5.5－7.7磅力                                              |
| 底把：           | 黑色聚合物                                                |
| 套筒：           | 鍛鋼                                                      |
| 全長：           | 7.6英吋（193.04毫米）                                     |
| 寬度：           | 1.18英吋（29.97毫米）                                     |
| 全高：           | 5.75英吋（146.05毫米）                                    |
| 重量、含空彈匣： | 29盎司（822.14克）                                        |
| 可選顏色：       | 黑色連黑色套筒                                            |
|                  | 黑色連不鏽鋼套筒                                          |
|                  | 沙色連沙色套筒                                            |

### 4.5" 9×19毫米精英型
| 口徑：           | 9×19毫米                                                  |
| 彈匣：           | 2－20發，不鏽鋼                                           |
| 槍管：           | 4.5英吋（114.3毫米），钢製，Melonite®，完全支持的上膛坡道 |
| 瞄準具型式：     | 鳩尾槽式，前部和後部（鋼製），三點式準星                  |
| 扳機扣力：       | 5.5－7.7磅力                                              |
| 底把：           | 黑色聚合物                                                |
| 套筒：           | 鍛鋼                                                      |
| 全長：           | 7.6英吋（193.04毫米）                                     |
| 寬度：           | 1.2英吋（30.48毫米）                                      |
| 全高：           | 5.75英吋（146.05毫米）                                    |
| 重量、含空彈匣： | 29盎司（822.14克）                                        |
| 可選顏色：       | 黑色連黑色套筒                                            |
|                  | 黑色連不鏽鋼套筒                                          |

### 4.5" .40 S&W
| 口徑：           | .40 S&W                                                   |
| 彈匣：           | 2－16發，不鏽鋼                                           |
| 槍管：           | 4.5英吋（114.3毫米），鋼製，Melonite®，完全支持的上膛坡道 |
| 瞄準具型式：     | 鳩尾槽式，前部和後部（鋼製），三點式準星                  |
| 扳機扣力：       | 5.5－7.7磅力                                              |
| 底把：           | 黑色聚合物                                                |
| 套筒：           | 鍛鋼                                                      |
| 全長：           | 7.6英吋（193.04毫米）                                     |
| 寬度：           | 1.18英吋（29.97毫米）                                     |
| 全高：           | 5.75英吋（146.05毫米）                                    |
| 重量、含空彈匣： | 30盎司（850.49克）                                        |
| 可選顏色：       | 黑色連黑色套筒                                            |
|                  | 橄欖色連黑色套筒                                          |
|                  | 黑色連不鏽鋼套筒                                          |
|                  | 橄欖色連不鏽鋼套筒                                        |

### 4.5" 10毫米Auto
| 口徑：           | 10毫米Auto                                                |
| 彈匣：           | 2－15發，不鏽鋼                                           |
| 槍管：           | 4.5英吋（114.3毫米），钢製，Melonite®，完全支持的上膛坡道 |
| 瞄準具型式：     | 鳩尾槽式，前部和後部（鋼製），三點式準星                  |
| 扳機扣力：       | 5.5－7.7磅力                                              |
| 底把：           | 黑色聚合物                                                |
| 套筒：           | 鍛鋼                                                      |
| 全長：           | 7.7英吋（195.58毫米）                                     |
| 寬度：           | 1.2英吋（30.48毫米）                                      |
| 全高：           | 5.75英吋（146.05毫米）                                    |
| 重量、含空彈匣： | 31.2盎司（884.51克）                                      |
| 可選顏色：       | 黑色連黑色套筒                                            |

### 4.5" .45 ACP
| 口徑：           | .45 ACP                                                   |
| 彈匣：           | 2－13發，不鏽鋼                                           |
| 槍管：           | 4.5英吋（114.3毫米），钢製，Melonite®，完全支持的上膛坡道 |
| 瞄準具型式：     | 鳩尾槽式，前部和後部（鋼製），三點式準星                  |
| 扳機扣力：       | 5.5－7.7磅力                                              |
| 底把：           | 黑色聚合物                                                |
| 套筒：           | 鍛鋼                                                      |
| 全長：           | 7.7英吋（195.58毫米）                                     |
| 寬度：           | 1.26英吋（32毫米）                                        |
| 全高：           | 5.75英吋（146.05毫米）                                    |
| 重量、含空彈匣： | 31盎司（878.84克）                                        |
| 可選顏色：       | 黑色連黑色套筒                                            |
|                  | 黑色連不鏽鋼套筒                                          |

### 4.5" 9×19毫米螺紋槍管型
| 口徑：           | 9×19毫米 |
| 彈匣：           | 3－19發，不鏽鋼 |
| 槍管：           | 5.28英吋（134.11毫米）／5.34英吋（135.64毫米，連槍口保），钢製，Melonite®，完全支持的上膛坡道，槍口具有螺紋（.5"×28 TPI）和螺紋保護器 |
| 瞄準具型式：     | 鳩尾槽式，前部和後部（鋼製），三點式準星，為了加裝消聲器，高度有所提高                                                                |
| 瞄準基線：       | 6.6英吋（167.64毫米） |
| 扳機扣力：       | 5.5－7.7磅力 |
| 底把：           | 黑色聚合物 |
| 套筒：           | 鍛鋼 |
| 全長：           | 8.25英吋（209.55毫米） |
| 寬度：           | 1.18英吋（29.97毫米） |
| 全高、不含光電： | 6英吋（152.4毫米） |
| 重量、含空彈匣： | 29盎司（822.14克） |
| 可選顏色：       | 沙色連黑色套筒 |
|                  | 沙色連沙色套筒 |

### 4.5"9×19毫米螺紋槍管精英型
| 口徑：           | 9×19毫米 |
| 彈匣：           | 2－22發，不鏽鋼 |
| 槍管：           | 5.28英吋（134.11毫米）／5.34英吋（135.64毫米，連槍口保），钢製，Melonite®，完全支持的上膛坡道，槍口具有螺紋（.5"×28 TPI）和螺紋保護器 |
| 瞄準具型式：     | 鳩尾槽式，前部和後部（鋼製），三點式準星                                                                                              |
| 扳機扣力：       | 5.5－7.7磅力 |
| 底把：           | 黑色聚合物 |
| 套筒：           | 鍛鋼 |
| 全長：           | 8.6英吋（218.44毫米） |
| 寬度：           | 1.2英吋（30.48毫米） |
| 全高：           | 5.875英吋（149.23毫米） |
| 重量、含空彈匣： | 30盎司（850.49克） |
| 可選顏色：       | 沙色連沙色套筒 |

### 4.5" 10毫米Auto螺紋槍管型
| 口徑：           | 10毫米Auto |
| 彈匣：           | 2－15發，不鏽鋼 |
| 槍管：           | 5.28英吋（134.11毫米）／5.34英吋（135.64毫米，連槍口保），钢製，Melonite®，完全支持的上膛坡道，槍口具有螺紋（.578"×28 TPI）和螺紋保護器 |
| 瞄準具型式：     | 鳩尾槽式，前部和後部（鋼製），三點式準星                                                                                                |
| 扳機扣力：       | 5.5－7.7磅力 |
| 底把：           | 黑色聚合物 |
| 套筒：           | 鍛鋼 |
| 全長：           | 8.74英吋（222毫米） |
| 寬度：           | 1.25英吋（31.75毫米） |
| 全高、不含光電： | 5.5英吋（139.7毫米） |
| 重量、含空彈匣： | 28.5盎司（807.96克） |
| 可選顏色：       | 黑色連黑色套筒 |

### 4.5" .45 ACP螺紋槍管型
| 口徑：           | .45 ACP |
| 彈匣：           | 3－13發，不鏽鋼 |
| 槍管：           | 5.28英吋（134.11毫米）／5.34英吋（135.64毫米，連槍口保），钢製，Melonite®，完全支持的上膛坡道，槍口具有螺紋（.578"×28 TPI）和螺紋保護器 |
| 瞄準具型式：     | 鳩尾槽式，前部和後部（鋼製），三點式準星                                                                                                |
| 瞄準基線：       | 6.75英吋（171.45毫米） |
| 扳機扣力：       | 5.5－7.7磅力 |
| 底把：           | 黑色聚合物 |
| 套筒：           | 鍛鋼 |
| 全長：           | 8.4英吋（213.36毫米） |
| 寬度：           | 1.26英吋（32毫米） |
| 全高：           | 6英吋（152.4毫米） |
| 重量、含空彈匣： | 31盎司（878.84克） |
| 可選顏色：       | 黑色連黑色套筒 |

### 5.25" 9×19毫米競賽型
| 口徑：           | 9×19毫米                                                                      |
| 彈匣：           | 3個彈匣，不鏽鋼，在有限的時間                                                 |
| 彈匣容量：       | 3－19發                                                                       |
| 槍管：           | 5.25英吋（133.35毫米）比賽等級選擇適配型，鋼製，Melonite®，完全支持的上膛坡道 |
| 瞄準具型式：     | 红色光纖准星（包括可更換式紅色和綠色長絲）                                    |
|                  | 完全可調節綀靶型缺口式照門                                                    |
| 瞄準基線：       | 7.25英吋（184.15毫米）                                                        |
| 底把：           | 黑色聚合物                                                                    |
| 套筒：           | 鍛鋼，含減重切面                                                              |
| 全長：           | 8.2英吋（208.28毫米）                                                         |
| 寬度：           | 1.18英吋（29.97毫米）                                                         |
| 全高：           | 5.75英吋（146.05毫米）                                                        |
| 重量、含空彈匣： | 29盎司（822.14克）                                                            |
| 可選顏色：       | 黑色連黑色套筒                                                                |
|                  | 黑色連不鏽鋼套筒                                                              |

### 5.25" 9×19毫米精英精密型
| 口徑：           | 9×19毫米                                                                      |
| 彈匣：           | 2－22發，不鏽鋼                                                               |
| 槍管：           | 5.25英吋（133.35毫米）比賽等級選擇適配型，鋼製，Melonite®，完全支持的上膛坡道 |
| 瞄準具型式：     | 鳩尾槽式，前部和後部（鋼製），三點式準星                                      |
| 扳機扣力：       | 5.5－7.7磅力                                                                  |
| 底把：           | 黑色聚合物                                                                    |
| 套筒：           | 鍛鋼                                                                          |
| 全長：           | 8.3英吋（210.82毫米）                                                         |
| 寬度：           | 1.2英吋（30.48毫米）                                                          |
| 全高：           | 5.875英吋（149.23毫米）                                                       |
| 重量、含空彈匣： | 30盎司（850.49克）                                                            |
| 可選顏色：       | 黑色連黑色套筒                                                                |

### 5.25" .40 S&W競賽型
| 口徑：           | .40 S&W                                                                       |
| 彈匣：           | 3個彈匣，不鏽鋼，在有限的時間                                                 |
| 彈匣容量：       | 3－16發                                                                       |
| 槍管：           | 5.25英吋（133.35毫米）比賽等級選擇適配型，鋼製，Melonite®，完全支持的上膛坡道 |
| 瞄準具型式：     | 红色光纖准星（包括可更換式紅色和綠色長絲）                                    |
|                  | 完全可調節綀靶型缺口式照門                                                    |
| 瞄準基線：       | 7.25英吋（184.15毫米）                                                        |
| 底把：           | 黑色聚合物                                                                    |
| 套筒：           | 鍛鋼，含減重切面                                                              |
| 全長：           | 8.2英吋（208.28毫米）                                                         |
| 寬度：           | 1.18英吋（29.97毫米）                                                         |
| 全高：           | 5.75英吋（146.05毫米）                                                        |
| 重量、含空彈匣： | 32盎司（907.19克）                                                            |
| 可選顏色：       | 黑色連黑色套筒                                                                |
|                  | 黑色連不鏽鋼套筒                                                              |

### 5.25" 10毫米Auto競賽型
| 口徑：           | 10毫米Auto                                                                    |
| 彈匣：           | 2－15發，不鏽鋼                                                               |
| 槍管：           | 5.25英吋（133.35毫米）比賽等級選擇適配型，鋼製，Melonite®，完全支持的上膛坡道 |
| 瞄準具型式：     | 红色光纖准星（包括可更換式紅色和綠色長絲）                                    |
|                  | 完全可調節綀靶型缺口式照門                                                    |
| 瞄準基線：       | 7.25英吋（184.15毫米）                                                        |
| 底把：           | 黑色聚合物                                                                    |
| 套筒：           | 鍛鋼，含減重切面                                                              |
| 全長：           | 8.3英吋（210.82毫米）                                                         |
| 寬度：           | 1.2英吋（30.48毫米）                                                          |
| 全高：           | 5.75英吋（146.05毫米）                                                        |
| 重量、含空彈匣： | 32.8盎司（929.861克）                                                         |
| 可選顏色：       | 黑色連黑色套筒                                                                |

### 5.25" .45 ACP競賽型
| 口徑：           | .45 ACP                                                                       |
| 彈匣：           | 3個彈匣，不鏽鋼，在有限的時間                                                 |
| 彈匣容量：       | 3－13發                                                                       |
| 槍管：           | 5.25英吋（133.35毫米）比賽等級選擇適配型，鋼製，Melonite®，完全支持的上膛坡道 |
| 瞄準具型式：     | 红色光纖准星（包括可更換式紅色和綠色長絲）                                    |
|                  | 完全可調節綀靶型缺口式照門                                                    |
| 瞄準基線：       | 7.25英吋（184.15毫米）                                                        |
| 底把：           | 黑色聚合物                                                                    |
| 套筒：           | 鍛鋼，含減重切面                                                              |
| 全長：           | 8.3英吋（210.82毫米）                                                         |
| 寬度：           | 1.26英吋（32毫米）                                                            |
| 全高：           | 5.75英吋（146.05毫米）                                                        |
| 重量、含空彈匣： | 32盎司（907.19克）                                                            |
| 可選顏色：       | 黑色連黑色套筒                                                                |
|                  | 黑色連不鏽鋼套筒                                                              |

## 資料來源

## 外部連結
- （英文）—Springfield Armory's XDM website （页面存档备份，存于）
- （英文）—Guns Magazine—Long Slide Magic
- （英文）—Guns Holsters and Gear.com—
  - Springfield XD (M) in .45 ACP
  - LaserMax Guide Rod Laser for XD(M) Pistols
  - LaserLyte Laser for Springfield XD （页面存档备份，存于）
- （英文）—The Firearm Blog.com—
  - New Springfield XDM 3.8 compact （页面存档备份，存于）
  - Custom compact XDM 3.8“Minus” （页面存档备份，存于）
  - Springfield XD-M .45 coming soon （页面存档备份，存于）
  - Springfield XDm .45 （页面存档备份，存于）
  - Crimson Trace now available for Springfield XD and XDM （页面存档备份，存于）
  - Springfield XDm 3.8 Compact （页面存档备份，存于）
  - Springfield XDM 5.25 Competition Series （页面存档备份，存于）
  - Springfield XD-M 5.25″ .45 ACP Competition （页面存档备份，存于）
  - Springfield Armory XDm 3.8 Review （页面存档备份，存于）
  - Springfield Armory® Releases XD(M)® 4.5” Threaded Barrel Pistols （页面存档备份，存于）
  - TFBTV: Springfield XDm 4.5″ (Threaded Barrel Edition) Review （页面存档备份，存于）
  - ［Review］ Springfield XDM 9mm with Threaded Barrel （页面存档备份，存于）
  - Gun Review: Springfield XD(m) 3.8″ Full Size Pistol （页面存档备份，存于）
- （英文）—The Truth About Guns.com—
  - Everyday Carry Pocket Dump of the Day: Tyler （页面存档备份，存于）
  - Gun Review: Springfield XD(m) .40S&W （页面存档备份，存于）
- （英文）—Guns & Ammo.com—
  - Springfield’s Slickest Pistol? （页面存档备份，存于）
  - Springfield Armory XDM .40 （页面存档备份，存于）
  - Springfield Armory XDM Review （页面存档备份，存于）
  - Springfield 3.8 XDm Compact Review
  - Take Your Shot: The Most Versatile Pistol on the Market （页面存档备份，存于）
  - First Look: Crimson Trace Laserguard in Green
  - Springfield Armory Introduces XD(M) Threaded Barrel Versions （页面存档备份，存于）
  - First Look: Suppressor-Ready Springfield XDM[永久]
- （英文）—Handguns Magazine.com—
  - A Mo Better .40 （页面存档备份，存于）
  - HiViz XD Rear Sight （页面存档备份，存于）
  - Light-Speed Reloads （页面存档备份，存于）
  - The Decimal System （页面存档备份，存于）
  - SHOT Show 2010 Day 1 （页面存档备份，存于）
  - Springfield Armory XD vs XDm （页面存档备份，存于）
  - The Springfield XDM Pistol （页面存档备份，存于）
  - Bright Idea: Crimson Trace Lightguard （页面存档备份，存于）
  - Springfield Armory Introduces XD(M) Threaded Barrel Pistols （页面存档备份，存于）
- （英文）—Home Defense Weapons—Springfield Armory XD and XDM （页面存档备份，存于）
- （英文）—Shooting Times.com—
  - SHOT Show 2010 Day 3 （页面存档备份，存于）
  - New Handguns for 2009 （页面存档备份，存于）
  - New Handguns 2010 （页面存档备份，存于）
  - Polymer Pistol Accuracy[永久]
  - Raised to the Power of M （页面存档备份，存于）
  - Springfield XD(M) 3.8 （页面存档备份，存于）
  - What’s New In Handguns （页面存档备份，存于）
  - New Handguns for 2011 （页面存档备份，存于）
- （英文）—Shotgun News.ocm—SPRINGFIELD XDS 3.3-INCH SUBCOMPACT
- （英文）—Small Arms Defense Journal－ASDA 2013 – HS Produkt VHS-2 & XDs
- （英文）—Tactical-Life.com—
  - Springfield Armory
  - SPRINGFIELD ARMORY: NEW XD-M 19+1 Capacity 9mm （页面存档备份，存于）
  - NEW SPRINGFIELD XD-M SNEAK PREVIEW!!! （页面存档备份，存于）
  - Springfield XD(M) （页面存档备份，存于）
  - SPRINGFIELD’s XD-M in Olive
  - Sidearm Built for Duty （页面存档备份，存于）
  - SPRINGFIELD’s XD-M 9mm 19+1 Rounds （页面存档备份，存于）
  - SPRINGFIELD ARMORY XDM .40 （页面存档备份，存于）
  - Springfield XD-M .40 （页面存档备份，存于）
  - Springfield Armory XD-M 9mm （页面存档备份，存于）
  - SPRINGFIELD ARMORY 3.8 XD(M)
  - Springfield announces new XDm 3.8 .40 cal
  - Springfield’s .40 Cal Contest gives 100 webstore dollars with purchase of their new XDm 3.8 .40. （页面存档备份，存于）
  - Springfield XDM 3.8 9mm （页面存档备份，存于）
  - Springfield XD(M) .45 Picture Gallery and Official PDF Brochure
  - LaserMax Guide Rod Laser for Springfield XD-M
  - LaserMax starts shipping guide rod laser for the Springfield XDM. （页面存档备份，存于）
  - Springfield XD(M) .45ACP now shipping nationwide. （页面存档备份，存于）
  - Springfield XD(M) Compact Now Shipping
  - Sneak Peek: Springfield XD(M) 5.25 Competition Series （页面存档备份，存于）
  - Springfield XD(M) 5.25 Competition Series
  - Springfield Armory announces the XD(M) Competition Series pistol is now available in .45ACP. （页面存档备份，存于）
  - Springfield Armory XD(M) 5.25 now available in .40 cal. （页面存档备份，存于）
  - Springfield Armory XD(M) .45ACP Compact
  - Sneak Peek: Springfield XD-M .45 Compact （页面存档备份，存于）
  - LaserLyte Rear Sight Laser for Springfield XD/XD(M)
  - SPRINGFIELD XDM-5.25 COMPETITION SERIES （页面存档备份，存于）
  - SPRINGFIELD XDM 3.8 COMPACT .40 S&W
  - Springfield’s Gun Voting Duel: XD-S 4.0 .45ACP vs. XD(M) 3.8 Compact .45ACP
  - 11 Top Striker-Fired Pistols For Law Enforcement （页面存档备份，存于）
  - Two New 4.5″ Threaded Barrel Pistols Available From Springfield Armory （页面存档备份，存于）
  - 14 Long-Slide Handguns That Pack Maximum Power （页面存档备份，存于）
  - Xceptional XDs: 12 of Springfield’s Best XD Handguns （页面存档备份，存于）
  - 56 of the Best Pistols From Specials Weapons Magazine in 2015
  - VIDEO: Springfield Armory’s Suppressor-Ready XDM Pistol （页面存档备份，存于）
  - Springfield Announces 2 Suppressor-Ready XD(M) Handguns （页面存档备份，存于）
- （英文）—Personal Defense World.com—
  - SPRINGFIELD XDM 3.8 COMPACT .40 （页面存档备份，存于）
  - Springfield XDM 3.8 Compact .45 ACP （页面存档备份，存于）
  - DeSantis Releases New Holster Fit for Springfield XDM 3.8 （页面存档备份，存于）
  - Springfield Armory’s Gun Voting Duel: XD-S 4.0 .45ACP vs. XD(M) 3.8 Compact .45ACP （页面存档备份，存于）
  - Video: Springfield Armory XD(M) & XD-S 4.0 Shootout （页面存档备份，存于）
  - Purse Carry Tips From Springfield Armory’s Kippi Leatham （页面存档备份，存于）
  - Springfield Armory Unveils XD(M) 4.5″ Threaded Barrel Pistols （页面存档备份，存于）
  - Exclusive Video: Springfield Armory’s 4.5″ XD(M) Threaded Barrel Pistol （页面存档备份，存于）
  - On The QT: Springfield’s XD(M) 4.5-inch Threaded Barrel Pistol （页面存档备份，存于）
- （英文）—American Rifleman.org—
  - Getting the Point: Springfield’s New XDs （页面存档备份，存于）
  - Springfield 5.25 in .40 S&W （页面存档备份，存于）
  - Springfield XD(M) Compact .45
  - The Springfield's XD(M) 5.25 （页面存档备份，存于）
- （繁體中文）—Civilian Gunner—Springfield XD （页面存档备份，存于）